# Offnung
Als Offnung wurde in der Deutschschweiz eine Urkunde bezeichnet, die Rechte und Pflichten eines Gemeinwesens festhielt.
Im Mittelalter und der Frühen Neuzeit war das offnen (= «verkünden», «offenbaren») ein Akt der öffentlichen mündlichen oder schriftlichen Verkündung bzw. Aufzeichnung von Rechten und Pflichten einer Gemeinde. Dabei handelt es sich in vielen Fällen um eigentliche Gemeindeverfassungen, oft aber auch nur um die Beschreibung des Gemeindebannes und seiner Grenzsteine (als offnung stein bezeichnet). 
Die Offnung war ursprünglich ein rein mündlicher Akt durch Zeugen, die mit dem geoffneten Gegenstand vertraut waren, zum Beispiel weil sie seit Jahrzehnten dort ortsansässig waren. Die Verkündung aus der Erinnerung wurde nach der Aufzeichnung durch das Verlesen vor Gericht abgelöst, womit der Begriff auf diesen Urkundentyp überging und manchmal auch den Anlass selbst bezeichnete.
Textausschnitt aus der Offnung von Weiach aus dem Jahre 1558: und gadt uffen biß an den marchstein auff den Kugell Hoff, und von dem selben stein ußen biß zu dem marchstein jm Seegeßlin, da der alte wein birrbaum gestanden ist.